# Hydromanicus klanklini
Hydromanicus klanklini is een schietmot uit de familie Hydropsychidae. De soort komt voor in het Oriëntaals gebied.